# Zachruście
Zachruście (321 m) – wzgórze na Garbie Tenczyńskim w miejscowości Aleksandrowice w województwie małopolskim. Tworzy orograficznie prawe zbocza Doliny Aleksandrowickiej. Pod względem geograficznym znajduje się na Garbie Tenczyńskim (część Wyżyny Krakowsko-Częstochowskiej) w obrębie Tenczyńskiego Parku Krajobrazowego.
Wysokość względna Zachruścia w stosunku do dna Doliny Aleksandrowickiej dochodzi do 70 m. Jego stoki opadające do tej doliny, oraz wierzchowinę porasta las. Głównie jest to grąd, ale z domieszką takich gatunków drzew, jak  lipy drobnolistne, dęby, klony, jawory, sosny. Z rzadkich i chronionych roślin występują: lilia złotogłów, wawrzynek wilczełyko, kruszczyk szerokolistny, bluszcz pospolity, rojnik pospolity, marzanka wonna, kopytnik pospolity, konwalia majowa. Na zboczach wiele skał wapiennych zbudowanych z wapieni pochodzących z późnej jury. Na skałach Krzywy Sąd i Głowa Słonia uprawiana jest wspinaczka skalna. W zboczach znajdują się trzy jaskinie: Jaskinia w Wąwozie Aleksandrowickim Pierwsza, Jaskinia w Wąwozie Aleksandrowickim Druga i Jaskinia w Wąwozie Aleksandrowickim Trzecia.
Wierzchowiną Zachruścia prowadzi ścieżka dydaktyczna.

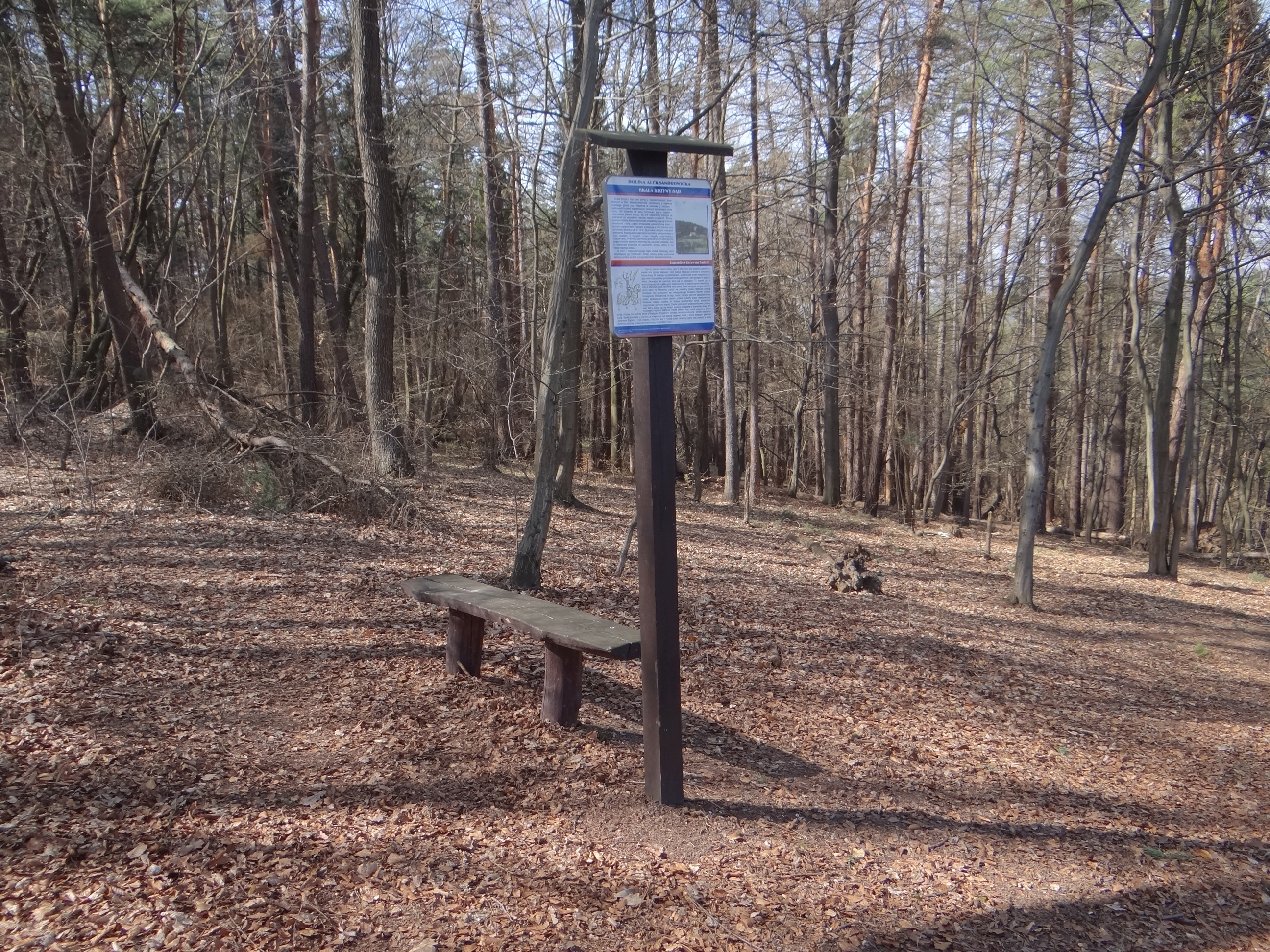
Ścieżka szlaku dydaktycznego pod szczytem Zachruścia

## Szlaki turystyczne
ścieżka dydaktyczna: Aleksandrowice – Podskale – Krzywy Sąd – Dolina Aleksandrowicka – Aleksandrowice